# Mosquée Ismi-Khan-Djami de Bakhtchissaraï
La mosquée Ismi-Khan-Djami est un bâtiment religieux en Crimée. Fondée au XVII ou XVIIIe siècle elle se trouve à Bakhtchissaraï.